# Yuchis
Cet article concerne le peuple yuchi. Pour la langue yuchie, voir Yuchi (langue).
Les Yuchis sont un peuple amérindien qui vivait à l'origine dans la vallée du Tennessee et qui occupe aujourd'hui le nord-est de l'Oklahoma aux États-Unis. Ils se désignent eux-mêmes comme les Enfants du Soleil (Tsoyaha). Leur population, estimée en 2005 à environ 3 000 personnes, a beaucoup baissé au XVIIIe siècle à cause des maladies importées par les Européens et des guerres contre les Cherokees.   